# Temporada 2019-2020 del FC Barcelona
La temporada 2019-20 és la 120a en la història del Futbol Club Barcelona, i la 89a temporada consecutiva del club en la màxima categoria del futbol espanyol.

## Desenvolupament de la temporada

### Juliol
- 26 de juliol: el club fa oficial la rescissió del contracte de Pep Segura,[4] responsable d'un nou model esportiu que evitava fer propostes esportives i econòmiques a jugadors joves i que provocava una fuga de talents a altres clubs europeus. Tant Segura com Bakero eren més partidaris de pescar talent fora del club, i tots dos romangueren apartats d'aquesta àrea per decisió de la directiva.[5]

## Plantilla
| N. | Pos. | Nac. | Jugador         | Total | Total | Lliga | Lliga | Lliga de Campions | Lliga de Campions | Copa | Copa | Supercopa d'Espanya | Supercopa d'Espanya |
| N. | Pos. | Nac. | Jugador         | PJ    | Gols  | PJ    | Gols  | PJ                | Gols              | PJ   | Gols | PJ                  | Gols                |
| --- | ---- | --- | --------------- | ----- | ----- | ----- | ----- | ----------------- | ----------------- | ---- | ---- | ------------------- | ------------------- |
| 1 | POR  | [[Fitxer:Flag of Germany.svg\|23x15px\|border \|alt=Alemanya\|link=Selecció de futbol d'Alemanya\|{{#if:\|]]                                   | Ter Stegen      | 46    | 0     | 36    | 0     | 8                 | 0                 | 2    | 0    | 0                   | 0                   |
| 2 | DEF  | [[Fitxer:Flag of Portugal.svg\|23x15px\|border \|alt=Portugal\|link=Selecció de futbol de Portugal\|{{#if:\|]]                                 | N. Semedo       | 42    | 1     | 24+8  | 1     | 7                 | 0                 | 3    | 0    | 0                   | 0                   |
| 3 | DEF  | [[Fitxer:Flag of Catalonia.svg\|23x15px\|border \|alt=Catalunya\|link=Selecció de futbol de Catalunya\|{{#if:\|]]                              | Piqué           | 45    | 1     | 35    | 1     | 7                 | 0                 | 2    | 0    | 1                   | 0                   |
| 4 | MIG  | [[Fitxer:Flag of Croatia.svg\|23x15px\|border \|alt=Croàcia\|link=Selecció de futbol de Croàcia\|{{#if:\|]]                                    | I. Rakitić      | 42    | 1     | 16+15 | 1     | 4+3               | 0                 | 2+1  | 0    | 0+1                 | 0                   |
| 5 | MIG  | [[Fitxer:Flag of Catalonia.svg\|23x15px\|border \|alt=Catalunya\|link=Selecció de futbol de Catalunya\|{{#if:\|]]                              | Busquets        | 43    | 2     | 29+4  | 2     | 7                 | 0                 | 2    | 0    | 1                   | 0                   |
| 8 | MIG  | [[Fitxer:Flag of Brazil.svg\|23x15px\|border \|alt=Brasil\|link=Selecció de futbol del Brasil\|{{#if:\|]]                                      | Arthur          | 28    | 4     | 14+7  | 3     | 3+1               | 0                 | 0+3  | 1    | 0                   | 0                   |
| 9 | DAV  | [[Fitxer:Flag of Uruguay.svg\|23x15px\|border \|alt=Uruguai\|link=Selecció de futbol de l'Uruguai\|{{#if:\|]]                                  | Suárez          | 36    | 21    | 22+6  | 16    | 6+1               | 5                 | 0    | 0    | 1                   | 0                   |
| 10 | DAV  | [[Fitxer:Flag of Argentina.svg\|23x15px\|border \|alt=Argentina\|link=Selecció de futbol de l'Argentina\|{{#if:\|]]                            | Messi           | 44    | 31    | 32+1  | 25    | 7+1               | 3                 | 2    | 2    | 1                   | 1                   |
| 11 | DAV  | [[Fitxer:Flag of France (1794–1815, 1830–1974).svg\|23x15px\|border \|alt=França\|link=Selecció de futbol de França\|{{#if:\|]]                | Dembélé         | 9     | 1     | 3+2   | 1     | 2+2               | 0                 | 0    | 0    | 0                   | 0                   |
| 13 | POR  | [[Fitxer:Flag of Brazil.svg\|23x15px\|border \|alt=Brasil\|link=Selecció de futbol del Brasil\|{{#if:\|]]                                      | Neto            | 5     | 0     | 2     | 0     | 1                 | 0                 | 1    | 0    | 1                   | 0                   |
| 15 | DEF  | [[Fitxer:Flag of France (1794–1815, 1830–1974).svg\|23x15px\|border \|alt=França\|link=Selecció de futbol de França\|{{#if:\|]]                | Lenglet         | 40    | 4     | 28    | 2     | 8+1               | 1                 | 3    | 1    | 0                   | 0                   |
| 17 | DAV  | [[Fitxer:Flag of France (1794–1815, 1830–1974).svg\|23x15px\|border \|alt=França\|link=Selecció de futbol de França\|{{#if:\|]]                | Griezmann       | 48    | 15    | 31+4  | 9     | 7+2               | 2                 | 2+1  | 3    | 1                   | 1                   |
| 18 | DEF  | [[Fitxer:Flag of Catalonia.svg\|23x15px\|border \|alt=Catalunya\|link=Selecció de futbol de Catalunya\|{{#if:\|]]                              | Jordi Alba      | 36    | 2     | 25+2  | 2     | 5                 | 0                 | 2+1  | 0    | 1                   | 0                   |
| 20 | MIG  | [[Fitxer:Flag of Catalonia.svg\|23x15px\|border \|alt=Catalunya\|link=Selecció de futbol de Catalunya\|{{#if:\|]]                              | S. Roberto      | 39    | 1     | 27+3  | 1     | 4+2               | 0                 | 2    | 0    | 1                   | 0                   |
| 21 | MIG  | [[Fitxer:Flag of the Netherlands.svg\|23x15px\|border \|alt=Països Baixos\|link=Selecció de futbol dels Països Baixos\|{{#if:\|]]              | Frenkie de Jong | 42    | 2     | 24+5  | 2     | 8+1               | 0                 | 3    | 0    | 1                   | 0                   |
| 22 | MIG  | [[Fitxer:Flag of Chile.svg\|23x15px\|border \|alt=Xile\|link=Selecció de futbol de Xile\|{{#if:\|]]                                            | Vidal           | 43    | 8     | 16+17 | 8     | 4+3               | 0                 | 1+1  | 0    | 1                   | 0                   |
| 23 | DEF  | [[Fitxer:Flag of France (1794–1815, 1830–1974).svg\|23x15px\|border \|alt=França\|link=Selecció de futbol de França\|{{#if:\|]]                | Umtiti          | 18    | 0     | 10+3  | 0     | 3                 | 0                 | 0+1  | 0    | 1                   | 0                   |
| 24 | DEF  | [[Fitxer:Flag of Spain.svg\|23x15px\|border \|alt=Espanya\|link=Selecció de futbol d'Espanya\|{{#if:\|]]                                       | Junior Firpo    | 23    | 1     | 11+6  | 1     | 3+1               | 0                 | 1+1  | 0    | 0                   | 0                   |
| 26 | POR  | [[Fitxer:Flag of the Valencian Community (2x3).svg\|23x15px\|border \|alt=País Valencià\|link=Selecció de futbol del País Valencià\|{{#if:\|]] | Iñaki Peña      |       |       |       |       |                   |                   |      |      |                     |                     |
| 31 | DAV  | [[Fitxer:Flag of Spain.svg\|23x15px\|border \|alt=Espanya\|link=Selecció de futbol d'Espanya\|{{#if:\|]]                                       | Ansu Fati       | 33    | 8     | 11+13 | 7     | 1+4               | 1                 | 3    | 0    | 0+1                 | 0                   |
| Futbolistes que han jugat algun partit o han tingut dorsal aquesta temporada, però que han marxat del club abans d'acabar-la |      | |                 |       |       |       |       |                   |                   |      |      |                     |                     |
| 7 | MIG  | [[Fitxer:Flag of Brazil.svg\|23x15px\|border \|alt=Brasil\|link=Selecció de futbol del Brasil\|{{#if:\|]]                                      | Coutinho        | 0     | 0     | 0     | 0     | 0                 | 0                 | 0    | 0    | 0                   | 0                   |
| 12 | MIG  | [[Fitxer:Flag of Brazil.svg\|23x15px\|border \|alt=Brasil\|link=Selecció de futbol del Brasil\|{{#if:\|]]                                      | Rafinha         | 3     | 0     | 3     | 0     | 0                 | 0                 | 0    | 0    | 0                   | 0                   |
| 19 | MIG  | [[Fitxer:Flag of Catalonia.svg\|23x15px\|border \|alt=Catalunya\|link=Selecció de futbol de Catalunya\|{{#if:\|]]                              | Aleñá           | 5     | 0     | 2+2   | 0     | 1                 | 0                 | 0    | 0    | 0                   | 0                   |
| 6 | DEF  | [[Fitxer:Flag of France (1794–1815, 1830–1974).svg\|23x15px\|border \|alt=França\|link=Selecció de futbol de França\|{{#if:\|]]                | Todibo          | 3     | 0     | 1+1   | 0     | 1                 | 0                 | 0    | 0    | 0                   | 0                   |
| 27 | DAV  | [[Fitxer:Flag of Catalonia.svg\|23x15px\|border \|alt=Catalunya\|link=Selecció de futbol de Catalunya\|{{#if:\|]]                              | Carles Pérez    | 12    | 2     | 5+5   | 1     | 1                 | 1                 | 1    | 0    | 0                   | 0                   |
| 16 | DEF  | [[Fitxer:Flag of Senegal.svg\|23x15px\|border \|alt=Senegal\|link=Selecció de futbol del Senegal\|{{#if:\|]]                                   | Wagué           | 3     | 0     | 1     | 0     | 1+1               | 0                 | 0    | 0    | 0                   | 0                   |

Última actualització: 28 de desembre de 2019

### Altes
| N. | Pos. | Nac. | Jugador                                                                   |
| -- | ---- | --- | ------------------------------------------------------------------------- |
| 21 | MIG  | [[Fitxer:Flag of the Netherlands.svg\|23x15px\|border \|alt=Països Baixos\|link=Selecció de futbol dels Països Baixos\|{{#if:\|]] | Frenkie de Jong (De l'AFC Ajax, 75 milions d'€ + 11 milions en variables) |
| 13 | POR  | [[Fitxer:Flag of Brazil.svg\|23x15px\|border \|alt=Brasil\|link=Selecció de futbol del Brasil\|{{#if:\|]]                         | Neto (Del València CF, 26 milions d'€ + 9 milions en variables)           |
| 17 | DAV  | [[Fitxer:Flag of France (1794–1815, 1830–1974).svg\|23x15px\|border \|alt=França\|link=Selecció de futbol de França\|{{#if:\|]]   | Griezmann (De l'At. Madrid, 120 milions d'€)                              |
| —  | DEF  | [[Fitxer:Flag of Catalonia.svg\|23x15px\|border \|alt=Catalunya\|link=Selecció de futbol de Catalunya\|{{#if:\|]]                 | Cucurella (Recomprat a l'SD Eibar, 4 milions d'€)                         |
| 16 | DEF  | [[Fitxer:Flag of Senegal.svg\|23x15px\|border \|alt=Senegal\|link=Selecció de futbol del Senegal\|{{#if:\|]]                      | Wagué (Ascendit del Barça B)                                              |
| 24 | DEF  | [[Fitxer:Flag of Spain.svg\|23x15px\|border \|alt=Espanya\|link=Selecció de futbol d'Espanya\|{{#if:\|]]                          | Junior Firpo (Del Betis, 18 milions d'€ + 12 milions en variables)        |

### Baixes
| N. | Pos. | Nac. | Jugador |
| -- | ---- | --- | --- |
| —  | DAV  | [[Fitxer:Flag of Catalonia.svg\|23x15px\|border \|alt=Catalunya\|link=Selecció de futbol de Catalunya\|{{#if:\|]]                              | Marc Cardona (A l'CA Osasuna, 2,5 milions d'€)                                                                             |
| —  | MIG  | [[Fitxer:Flag of Portugal.svg\|23x15px\|border \|alt=Portugal\|link=Selecció de futbol de Portugal\|{{#if:\|]]                                 | André Gomes (A l'Everton FC, 25 milions d'€ + 4 milions en variables)                                                      |
| 13 | POR  | [[Fitxer:Flag of the Netherlands.svg\|23x15px\|border \|alt=Països Baixos\|link=Selecció de futbol dels Països Baixos\|{{#if:\|]]              | Cillessen (Al València CF, 35 milions d'€)                                                                                 |
| —  | MIG  | [[Fitxer:Flag of Spain.svg\|23x15px\|border \|alt=Espanya\|link=Selecció de futbol d'Espanya\|{{#if:\|]]                                       | Denis Suárez (Al Celta de Vigo, 12,9 milions d'€ + 3,1 milions en variables)                                               |
| 17 | DEF  | [[Fitxer:Flag of Colombia.svg\|23x15px\|border \|alt=Colòmbia\|link=Selecció de futbol de Colòmbia\|{{#if:\|]]                                 | Jeison Murillo (Final de cessió)                                                                                           |
| 19 | DAV  | [[Fitxer:Flag of Ghana.svg\|23x15px\|border \|alt=Ghana\|link=Selecció de futbol de Ghana\|{{#if:\|]]                                          | Kevin-Prince Boateng (Final de cessió)                                                                                     |
| 24 | DEF  | [[Fitxer:Flag of Belgium (civil).svg\|23x15px\|border \|alt=Bèlgica\|link=Selecció de futbol de Bèlgica\|{{#if:\|]]                            | Vermaelen (Final de contracte)                                                                                             |
| —  | DEF  | [[Fitxer:Flag of Brazil.svg\|23x15px\|border \|alt=Brasil\|link=Selecció de futbol del Brasil\|{{#if:\|]]                                      | Douglas (Final de contracte)                                                                                               |
| —  | DEF  | [[Fitxer:Flag of Catalonia.svg\|23x15px\|border \|alt=Catalunya\|link=Selecció de futbol de Catalunya\|{{#if:\|]]                              | Sergi Palencia (Al Saint-Étienne, 2 milions d'€ + 1 milió en variables)                                                    |
| —  | POR  | [[Fitxer:Flag of the Valencian Community (2x3).svg\|23x15px\|border \|alt=País Valencià\|link=Selecció de futbol del País Valencià\|{{#if:\|]] | Ortolá (Al CD Tenerife, quantitat no anunciada)                                                                            |
| —  | DEF  | [[Fitxer:Flag of Catalonia.svg\|23x15px\|border \|alt=Catalunya\|link=Selecció de futbol de Catalunya\|{{#if:\|]]                              | Cucurella (Cedit al Getafe CF, amb opció de compra de 6 milions d'€)                                                       |
| 14 | DAV  | [[Fitxer:Flag of Brazil.svg\|23x15px\|border \|alt=Brasil\|link=Selecció de futbol del Brasil\|{{#if:\|]]                                      | Malcom (Al Zenit de St. Petersburg, 40 milions d'€ + 5 milions en variables)                                               |
| 7  | MIG  | [[Fitxer:Flag of Brazil.svg\|23x15px\|border \|alt=Brasil\|link=Selecció de futbol del Brasil\|{{#if:\|]]                                      | Coutinho (Cedit al FC Bayern de Múnic, 8,5 milions d'€, amb opció de compra de 120 milions d'€)                            |
| 12 | MIG  | [[Fitxer:Flag of Brazil.svg\|23x15px\|border \|alt=Brasil\|link=Selecció de futbol del Brasil\|{{#if:\|]]                                      | Rafinha (Cedit al Celta, 1,5 milions d'€)                                                                                  |
| 19 | MIG  | [[Fitxer:Flag of Catalonia.svg\|23x15px\|border \|alt=Catalunya\|link=Selecció de futbol de Catalunya\|{{#if:\|]]                              | Aleñá (Cedit al Betis) |
| 6  | DEF  | [[Fitxer:Flag of France (1794–1815, 1830–1974).svg\|23x15px\|border \|alt=França\|link=Selecció de futbol de França\|{{#if:\|]]                | Todibo (Cedit al FC Schalke 04, 1,5 milions d'€, amb opció de compra de 25 milions d'€ + 5 milions en variables)           |
| 27 | DAV  | [[Fitxer:Flag of Catalonia.svg\|23x15px\|border \|alt=Catalunya\|link=Selecció de futbol de Catalunya\|{{#if:\|]]                              | Carles Pérez (Cedit a l'AS Roma, 1 milió d'€, amb opció de compra obligatòria d'11 milions d'€ + 3,5 milions en variables) |
| 16 | DEF  | [[Fitxer:Flag of Senegal.svg\|23x15px\|border \|alt=Senegal\|link=Selecció de futbol del Senegal\|{{#if:\|]]                                   | Wagué (Cedit a l'OGC Niça, amb opció de compra de 10 milions d'€ + 0,5 milions en variables)                               |

### Equip tècnic
- Entrenador:  Ernesto Valverde (fins al 13 de gener), Quique Setién (des del 13 de gener)
  - Segon entrenador: Jon Aspiazu (fins al 13 de gener), Eder Sarabia (des del 13 de gener)[6]
  - Tècnic auxiliar: Joan Barbarà[7]
  - Entrenador de porters: José Ramón de la Fuente,[7] Jon Pascua (des del 13 de gener)[6]
- Delegat: Carles Naval
  - Preparador físic: José Antonio Pozanco (fins al 13 de gener), Edu Pons, Antonio Gómez, Fran Soto (des del 13 de gener)[6]
- Responsable de l'equip mèdic: Ramon Canal
  - Metges: Dr. Ricard Pruna, Xavier Yanguas i Daniel Florit
  - Fisioterapeutes: Juanjo Brau, Xavi Linde, Xavi López, Xavier Elain, Jordi Mesalles, Sebas Salas i Daniel Benito
  - Podòleg: Martín Rueda
- Anàlisi tàctica i scouting: Àlex Garcia
- Encarregats de material: José Antonio Ibarz i Gabriel Galán
- Oficina d'Atenció al Jugador: Pepe Costa
- Entrenador del filial: Francesc Xavier Garcia Pimienta

## Resultats
Victòria
      Empat
      Derrota

### Lliga

#### Partit Anada
| 16 d'agost de 2019   | Athletic Club | 1–0     | FC Barcelona | Bilbao                                                     |  |
| 21:00 CEST Jornada 1 | Aduriz 89'    | Informe |              | San Mamés · 47.693 espectadors · Carlos del Cerro Grande · |  |

| 25 d'agost de 2019   | FC Barcelona                                          | 5–2     | Reial Betis           | Barcelona                                                     |  |
| 21:00 CEST Jornada 2 | Griezmann 41', 50' · Pérez 56' · Alba 60' · Vidal 77' | Informe | 15' Fekir · 79' Loren | Camp Nou · 79.159 espectadors · José Luis González González · |  |

| 31 d'agost de 2019   | Osasuna             | 2–2     | FC Barcelona          | Iruña                                                   |  |
| 17:00 CEST Jornada 3 | Torres 7', 81' (p.) | Informe | 51' Fati · 64' Arthur | El Sadar · 16.742 espectadors · Juan Martínez Munuera · |  |

| 14 de setembre de 2019 | FC Barcelona                                       | 5–2     | València CF               | Barcelona                                                     |  |
| 21:00 CEST Jornada 4   | Fati 2' · de Jong 7' · Piqué 51' · Suárez 61', 82' | Informe | 27' Gameiro · 90+2' Gómez | Camp Nou · 81.617 espectadors · José María Sánchez Martínez · |  |

| 21 de setembre de 2019 | Granada                     | 2–0     | FC Barcelona | Granada                                                                |  |
| 21:00 CEST Jornada 5   | Azeez 2' · Vadillo 66' (p.) | Informe |              | Nuevo Los Cármenes · 18.880 espectadors · Guillermo Cuadra Fernández · |  |

| 24 de setembre de 2019 | FC Barcelona              | 2–1     | Vila-real CF | Barcelona                                                      |  |
| 21:00 CEST Jornada 6   | Griezmann 6' · Arthur 15' | Informe | 44' Cazorla  | Camp Nou · 70.316 espectadors · Ricardo de Burgos Bengoetxea · |  |

| 28 de setembre de 2019 | Getafe CF | 0–2     | FC Barcelona            | Getafe                                                            |  |
| 16:00 CEST Jornada 7   |           | Informe | 41' Suárez · 49' Junior | Coliseum Alfonso Pérez · 15.135 espectadors · Jesús Gil Manzano · |  |

| 6 d'octubre de 2019  | FC Barcelona                                     | 4–0     | Sevilla | Barcelona                                             |  |
| 21:00 CEST Jornada 8 | Suárez 27' · Vidal 32' · Dembélé 35' · Messi 78' | Informe |         | Camp Nou · 81.331 espectadors · Antonio Mateu Lahoz · |  |

| 20 d'octubre de 2019 | SD Eibar | 0–3     | FC Barcelona                           | Eibar                                             |  |
| 13:00 CEST Jornada 9 |          | Informe | 13' Griezmann · 58' Messi · 66' Suárez | Ipurua · 7.295 espectadors · Mario Melero López · |  |

| 18 de desembre de 2019 | FC Barcelona | 0–0     | Reial Madrid | Barcelona                                                            |  |
| 20:00 CET Jornada 10   |              | Informe |              | Camp Nou · 93.426 espectadors · Alejandro José Hernández Hernández · |  |

| 29 d'octubre de 2019 | FC Barcelona                                         | 5–1     | Reial Valladolid | Barcelona                                               |  |
| 21:15 CET Jornada 11 | Lenglet 2' · Vidal 29' · Messi 34', 75' · Suárez 77' | Informe | 15' Olivas       | Camp Nou · 59.896 espectadors · Javier Alberola Rojas · |  |

| 2 de novembre de 2019 | Llevant                                | 3–1     | FC Barcelona   | València                                                                       |  |
| 16:00 CET Jornada 12  | Campaña 61' · Mayoral 63' · Radoja 68' | Informe | 38' (p.) Messi | Ciutat de València · 23.341 espectadors · Alejandro José Hernández Hernández · |  |

| 9 de novembre de 2019 | FC Barcelona                              | 4–1     | Celta Vigo | Barcelona                                                    |  |
| 21:00 CET Jornada 13  | Messi 23' (p.), 45+1', 48' · Busquets 85' | Informe | 42' Olaza  | Camp Nou · 71.209 espectadors · Guillermo Cuadra Fernández · |  |

| 23 de novembre de 2019 | Leganés       | 1–2     | FC Barcelona           | Leganés                                                |  |
| 13:00 CET Jornada 14   | En-Nesyri 12' | Informe | 53' Suárez · 79' Vidal | Butarque · 12.110 espectadors · Santiago Jaime Latre · |  |

| 1 de desembre de 2019 | Atlètic Madrid | 0–1     | FC Barcelona | Madrid                                                          |  |
| 21:00 CET Jornada 15  |                | Informe | 86' Messi    | Estadi Metropolità · 64.226 espectadors · Antonio Mateu Lahoz · |  |

| 7 de desembre de 2019 | FC Barcelona                                    | 5–2     | RCD Mallorca     | Barcelona                                                   |  |
| 21:00 CET Jornada 16  | Griezmann 7' · Messi 17', 41', 83' · Suárez 43' | Informe | 35', 64' Budimir | Camp Nou · 71.072 espectadors · José Luis Munuera Montero · |  |

| 14 de desembre de 2019 | Reial Societat                | 2–2     | FC Barcelona               | Donostia                                              |  |
| 16:00 CEST Jornada 17  | Oyarzabal 12' (p.) · Isak 62' | Informe | 38' Griezmann · 49' Suárez | Anoeta · 36.639 espectadors · Javier Alberola Rojas · |  |

| 21 de desembre de 2019 | FC Barcelona                                            | 4–1     | Deportivo Alavés | Barcelona                                            |  |
| 16:00 CET Jornada 18   | Griezmann 14' · Vidal 45' · Messi 69' · Suárez 75' (p.) | Informe | 56' Pere Pons    | Camp Nou · 63.054 espectadors · Mario Melero López · |  |

| 5 de gener de 2020   | Espanyol               | 2–2     | FC Barcelona           | Cornellà de Llobregat                                         |  |
| 21:00 CET Jornada 19 | López 23' · Wu Lei 88' | Informe | 50' Suárez · 59' Vidal | RCDE Stadium · 33,562 espectadors · Carlos del Cerro Grande · |  |

#### Partits tornada
| 19 de gener de 2020   | FC Barcelona | 1–0     | Granada | Barcelona                                                |  |
| 21:00 CEST Jornada 20 | Messi 76'    | Informe |         | Camp Nou · 65.444 espectadors · Valentín Pizarro Gómez · |  |

| 26 de gener de 2020   | València CF    | 2–0     | FC Barcelona | València                                            |  |
| 16:00 CEST Jornada 21 | Gómez 48', 77' | Informe |              | Mestalla · 45.882 espectadors · Jesus Gil Manzano · |  |

| 2 de febrer de 2020   | FC Barcelona  | 2–1     | Llevant       | Barcelona                                             |  |
| 21:00 CEST Jornada 22 | Fati 30', 31' | Informe | 90+2' Rochina | Camp Nou · 60.295 espectadors · Adrián Cordero Vega · |  |

| 9 de febrer de 2020   | Reial Betis                 | 2–3     | FC Barcelona                              | Sevilla                                                                |  |
| 21:00 CEST Jornada 23 | Canales 6' (p.) · Fekir 26' | Informe | 9' de Jong · 45+3' Busquets · 72' Lenglet | Benito Villamarín · 54.256 espectadors · José María Sánchez Martínez · |  |

| 16 de febrer de 2020  | FC Barcelona                | 2–1     | Getafe CF | Barcelona                                                    |  |
| 21:00 CEST Jornada 24 | Griezmann 33' · Roberto 38' | Informe | 66' Ángel | Camp Nou · 89.409 espectadors · Guillermo Cuadra Fernández · |  |

| 22 de febrer de 2020 | FC Barcelona                          | 5–0     | SD Eibar | Barcelona                                          |  |
| 16:00 CET Jornada 25 | Messi 14', 37', 40', 87' · Arthur 89' | Informe |          | Camp Nou · 66.970 espectadors · César Soto Grado · |  |

| 1 de març de 2020    | Reial Madrid                     | 2–0     | FC Barcelona | Madrid                                                         |  |
| 21:00 CET Jornada 26 | Vinícius Jr. 71' · Mariano 90+2' | Informe |              | Santiago Bernabéu · 78.357 espectadors · Antonio Mateu Lahoz · |  |

| 8 de març de 2020    | FC Barcelona   | 1–0     | Reial Societat | Barcelona                                                       |  |
| 18:30 CET Jornada 27 | Messi 81' (p.) | Informe |                | Camp Nou · 77.035 espectadors · Juan Martínez Munuera Montero · |  |

| 13 de juny de 2020    | RCD Mallorca | 0–4     | FC Barcelona                                        | Palma                                                |  |
| 22:00 CEST Jornada 28 |              | Informe | 2' Vidal · 37' Braithwaite · 79' Alba · 90+3' Messi | Son Moix · 0 espectadors · Carlos del Cerro Grande · |  |

| 16 de juny de 2020    | FC Barcelona              | 2–0     | Leganés | Barcelona                                                  |  |
| 22:00 CEST Jornada 29 | Fati 42' · Messi 70' (p.) | Informe |         | Camp Nou · 0 espectadors · Juan Martínez Munuera Montero · |  |

| 19 de juny de 2020    | Sevilla | 0–0     | FC Barcelona | Sevilla                                                               |  |
| 22:00 CEST Jornada 30 |         | Informe |              | Ramón Sánchez Pizjuán · 0 espectadors · José Luis González González · |  |

| 23 de juny de 2020    | FC Barcelona | 1–0     | Athletic Club | Barcelona                                      |  |
| 22:00 CEST Jornada 31 | Rakitić 71'  | Informe |               | Camp Nou · 0 espectadors · Jesús Gil Manzano · |  |

| 22 de juny de 2020    | Celta Vigo             | 2–2     | FC Barcelona    | Vigo                                                           |  |
| 17:00 CEST Jornada 32 | Smólov 50' · Aspas 88' | Informe | 20', 67' Suárez | Abanca-Balaídos · 0 espectadors · Guillermo Cuadra Fernández · |  |

| 1 de juliol de 2020   | FC Barcelona                      | 2–2     | Atlètic Madrid          | Barcelona                                                  |  |
| 22:00 CEST Jornada 33 | Costa 11' (p.p.) · Messi 50' (p.) | Informe | 19' (p.), 62' (p.) Saúl | Camp Nou · 0 espectadors · Alejandro Hernández Hernández · |  |

| 5 de juliol de 2020 | Vila-real CF | 1–4     | FC Barcelona                                             | Vila-real                                                       |  |
| 22:00 CEST 34       | Moreno 14'   | Informe | 3' (p.p.) Torres · 20' Suárez · 45' Griezmann · 87' Fati | Estadi del Madrigal · 0 espectadors · Carlos del Cerro Grande · |  |

| 9 de juliol de 2020   | FC Barcelona | 1–0     | Espanyol | Barcelona                                         |  |
| 22:00 CEST Jornada 35 | Suárez 56'   | Informe |          | Camp Nou · 0 espectadors · José Munuera Montero · |  |

| 11 de juliol de 2020  | Reial Valladolid | 0–1     | FC Barcelona | Valladolid                                            |  |
| 22:00 CEST Jornada 36 |                  | Informe | 15' Vidal    | José Zorrilla · 0 espectadors · Antonio Mateu Lahoz · |  |

| 16 de juliol de 2020  | FC Barcelona | 1–2     | Osasuna                   | Barcelona                                                |  |
| 22:00 CEST Jornada 37 | Messi 62'    | Informe | 15' Arnáiz · 90+4' Torres | Camp Nou · 0 espectadors · José María Sánchez Martínez · |  |

| 19 de juliol de 2020  | Deportivo Alavés | 0–5     | FC Barcelona                                        | Vitòria                                                         |  |
| 17:00 CEST Jornada 38 |                  | Informe | 14' Fati · 34', 75' Messi · 44' Suárez · 57' Semedo | Mendizorrotza · 0 espectadors · Juan Martínez Munuera Montero · |  |

### Copa del Rei
| 22 de gener de 2020        | Eivissa    | 1–2     | FC Barcelona         | Eivissa                                                   |  |
| 19:00 CET Setzens de final | Caballé 9' | Informe | 72', 90+4' Griezmann | Can Misses · 6.500 espectadors · Pablo González Fuertes · |  |

| 30 de gener de 2020 | FC Barcelona                                             | 5–0     | CD Leganés | Barcelona                                                    |  |
| 19:00 CET           | Griezmann 4' · Lenglet 27' · Messi 59', 89' · Arthur 77' | Informe |            | Camp Nou · 43.216 espectadors · Guillermo Cuadra Fernández · |  |

| 6 de febrer de 2020       | Athletic Club         | 1–0     | FC Barcelona | Bilbao                                                   |  |
| 21:00 CET Quarts de final | Busquets 90+3' (p.p.) | Informe |              | San Mamés · 49.154 espectadors · Juan Martínez Munuera · |  |

### Lliga de Campions

#### Fase de grups: Grup F
| Equip             | Pts | PJ | PG | PE | PP | GF | GC | DG |
| ----------------- | --- | -- | -- | -- | -- | -- | -- | -- |
| FC Barcelona      | 14  | 6  | 4  | 2  | 0  | 9  | 4  | +5 |
| Borussia Dortmund | 10  | 6  | 3  | 1  | 2  | 8  | 8  | 0  |
| Inter             | 7   | 6  | 2  | 1  | 3  | 10 | 9  | +1 |
| Slavia Praga      | 2   | 6  | 0  | 2  | 4  | 4  | 10 | -6 |

| 17 de setembre de 2019 | Borussia Dortmund | 0–0     | FC Barcelona | Dortmund                                                 |  |
| 21:00 CEST Jornada 1   |                   | Informe |              | Westfalenstadion · 66.099 espectadors · Ovidiu Haţegan · |  |

| 2 d'octubre de 2019  | FC Barcelona    | 2–1     | Inter       | Barcelona                                       |  |
| 21:00 CEST Jornada 2 | Suárez 58', 84' | Informe | 2' Martínez | Camp Nou · 86.141 espectadors · Damir Skomina · |  |

| 23 d'octubre de 2019 | Slavia Praga | 1–2     | FC Barcelona                   | Praga                                            |  |
| 21:00 CEST Jornada 3 | Bořil 50'    | Informe | 3' Messi · 57' (p.p.) Olayinka | Eden Arena · 19.170 espectadors · Bobby Madden · |  |

| 5 de novembre de 2019 | FC Barcelona | 0–0     | Slavia Praga | Barcelona                                        |  |
| 18:55 CET Jornada 4   |              | Informe |              | Camp Nou · 67,023 espectadors · Michael Oliver · |  |

| 27 de novembre de 2019 | FC Barcelona                           | 3–1     | Borussia Dortmund | Barcelona                                        |  |
| 21:00 CET Jornada 5    | Suárez 29' · Messi 33' · Griezmann 67' | Informe | 77' Sancho        | Camp Nou · 90.071 espectadors · Clément Turpin · |  |

| 10 de desembre de 2019 | Inter      | 1–2     | FC Barcelona         | Milà                                            |  |
| 21:00 CET Jornada 6    | Lukaku 44' | Informe | 23' Pérez · 86' Fati | San Siro · 71.818 espectadors · Björn Kuipers · |  |

#### Fase final
| 25 de febrer de 2020              | Nàpols      | 1–1     | FC Barcelona  | Nàpols                                                |  |
| 21:00 CET Vuitens de final- Anada | Mertens 30' | Informe | 57' Griezmann | Estadi San Paolo · 44.388 espectadors · Felix Brych · |  |

| 8 d'agost de 2020                     | FC Barcelona                                | 3–1 (Total: 4–2) | Nàpols             | Barcelona                                 |  |
| 21:00 CEST Vuitens de final - Tornada | Lenglet 10' · Messi 23' · Suárez 45+1' (p.) | Informe          | 45+5' (p.) Insigne | Camp Nou · 0 espectadors · Cüneyt Çakır · |  |

| 14 d'agost de 2020         | FC Barcelona                 | 2–8     | FC Bayern de Múnic                                                                            | Lisboa                                           |  |
| 21:00 CEST Quarts de final | Alaba 7' (p.p.) · Suárez 57' | Informe | 4', 31' Müller · 22' Perišić · 27' Gnabry · 63' Kimmich · 82' Lewandowski · 85', 89' Coutinho | Estádio da Luz · 0 espectadors · Damir Skomina · |  |

### Supercopa d'Espanya
| 9 de gener de 2020   | FC Barcelona              | 2–3     | Atlètic Madrid                          | Jiddah                                                    |  |
| 20:00 CET Semifinals | Messi 51' · Griezmann 62' | Informe | 46' Koke · 82' (p.) Morata · 86' Correa | King Abdullah Sports City · José Luis González González · |  |